# Pont David-Laperrière
Le pont David-Laperrière est un pont à poutres en acier situé au Centre-du-Québec qui relie la municipalité de Saint-François-du-Lac avec la municipalité de Pierreville en enjambant la rivière Saint-François. Érigé en 2012, le pont actuel est le seul lien routier permettant de traverser la rivière Saint-François entre sa confluence avec le fleuve Saint-Laurent et la ville de Drummondville située à une trentaine de kilomètres en amont.
Le pont est emprunté par la route 132. Il comporte deux voies de circulation, soit une voie par direction ainsi qu'un trottoir piétonnier. Environ 8100 véhicules empruntent le pont quotidiennement.

## Toponymie
Le pont est nommé en mémoire de David Laperrière (1868-1932) qui fut marchand de bois, député libéral de Yamaska entre 1923 et 1931, maire du village de Pierreville entre 1914 et 1931 ainsi que préfet du comté de Yamaska.
Bien que le toponyme n'ai été officialisé qu'en mai 1995 par la Commission de toponymie, le nom est en usage depuis au moins 1934.

## Historique

### Construction du premier pont
L'honorable Joseph-Napoléon Francoeur, alors ministre des Travaux publics et du Travail, annonce le 19 septembre 1930, la construction de divers ponts dont un pont sur la rivière Saint-François entre les villages de Pierreville et de Saint-François-du-Lac. À ce moment, seul un bac permet la traversée de la rivière entre ces deux villages. Les soumissions pour la construction du pont sont finalement ouvertes le 12 août 1931. La construction de l'ouvrage coûtera au total 263 992,30 $.
C'est la Canadian Vickers Limited qui fabrique les cinq travées de la superstructure métallique, Church and Ross ainsi que Campbell Bros sont parmi les entrepreneurs du projet.
Un accident de travail mortel survient sur le chantier du pont le 10 novembre 1931, cinq travailleurs qui se préparaient à quitter leur travail au fond d'une excavation ont été ensevelis sous 25 pieds de terre.
Le pont est inauguré le 1er août 1932, ce qui met fin en même temps au service de bac.

### Fin de vie du premier pont et construction du pont actuel

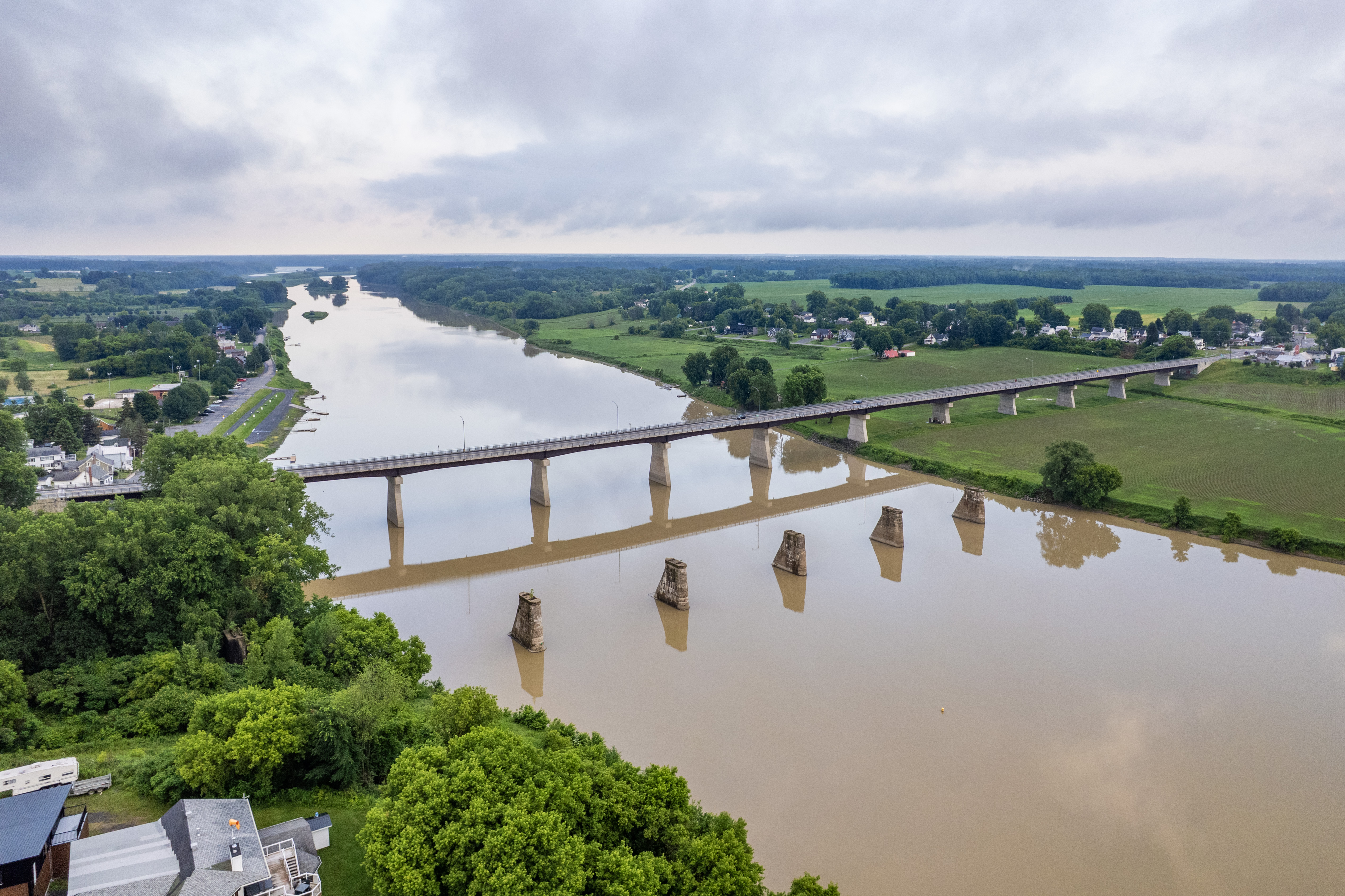
Vue aérienne du pont actuel.

Le 11 juillet 2008, le pont est fermé aux véhicules de plus de 5 tonnes en raison de signes de détérioration. Le 21 août 2008, à la suite de travaux de renforcement, la charge maximale autorisée sur l'ouvrage est haussée à 18 tonnes pour les camions.
En mars 2009, le ministère des Transports du Québec indique son intention de procéder à la démolition et à la reconstruction du pont sur une période de deux ans en 2010 et 2011.
Le 27 septembre 2010, le ministère des Transports du Québec lance l'appel d'offres pour la construction du nouveau pont, cet appel d'offres se terminera le 25 novembre de la même année. C'est le consortium Neilson-Macadam de Lévis qui obtient le contrat pour un montant de 47 859 357,35 $.
Les travaux de construction du nouveau pont commencent au printemps 2011 et sont complétés en février 2013. La nouvelle structure est ouverte à la circulation le 14 février 2013.

## Caractéristiques

### Structure du premier pont
Le premier pont David-Laperrière a une longueur totale de 588,88 mètres. L'approche Ouest, du côté de Saint-François-du-Lac, est formée de 17 travées de 55 pieds et d'une travée de 56 pieds. Quant à l'approche Est, celle-ci est formée de 2 travées de 55 pieds et une travée de 56 pieds. Les travées des approches sont formées de poutres en béton armé supportés par des chevalets en béton armé.
La superstructure en acier se compose de 5 travées de 155 pieds. La voie charretière mesure 24 pieds de largeur à laquelle s'ajoute deux trottoirs en porte-à-faux de 4 pieds et 6 pouces.

### Structure du pont actuel
Le pont actuel a une longueur totale de 570,2 mètres, le tablier à lui seul mesurant un total de 567,2 mètres, ce qui lui confère le titre de plus long pont au-dessus de la rivière Saint-François. Le pont a une largeur carrossable de 11 mètres et une largeur hors-tout de 13,3 mètres.
La structure possède 12 travées dont les longueurs varient entre 32 mètres et 53,5 mètres, les quatre travées les plus à l'Est du côté de Pierreville sont courbées.
Le tablier est supporté par une structure d'acier constituée principalement de quatre poutres ayant des hauteurs totales varient de 1 895 millimètres à 2 720 millimètres.